# زنگار (قارچ)
قارچ زنگار (نام علمی: Pucciniales) نام یک راسته از رده قارچ‌های زنگاری پوچینیومایستس است.

## نگارخانه

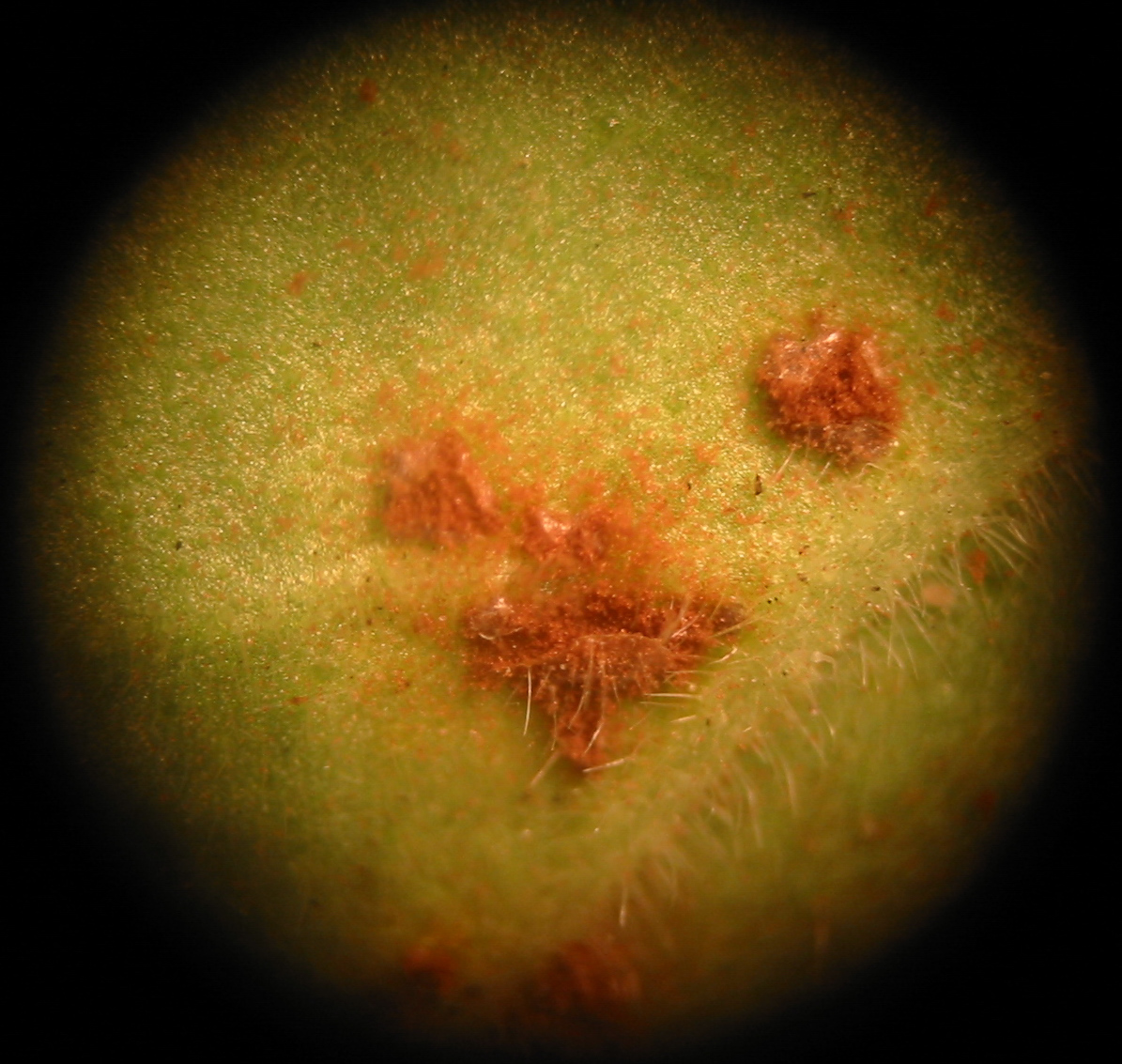
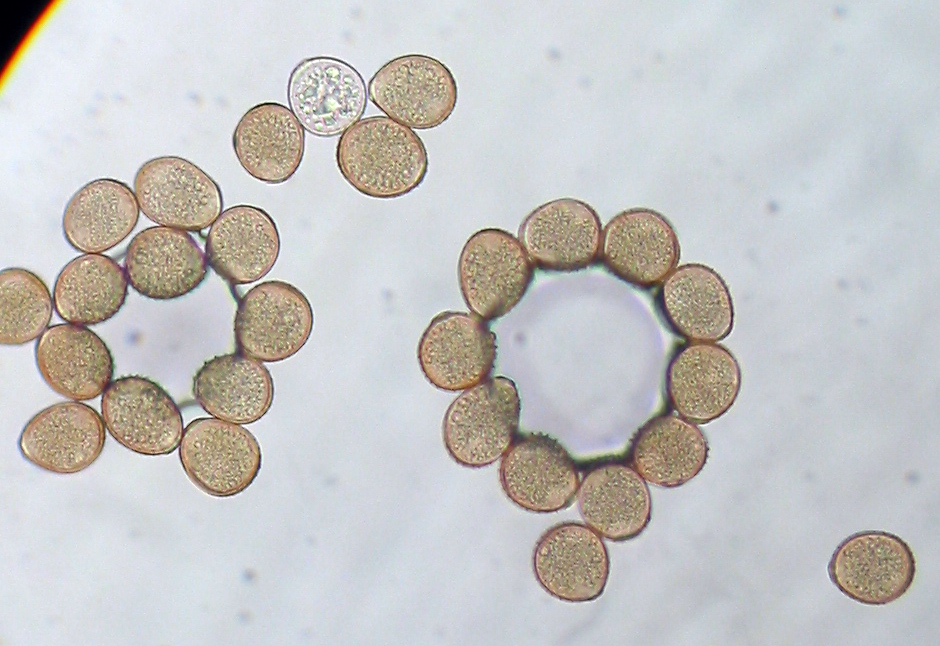
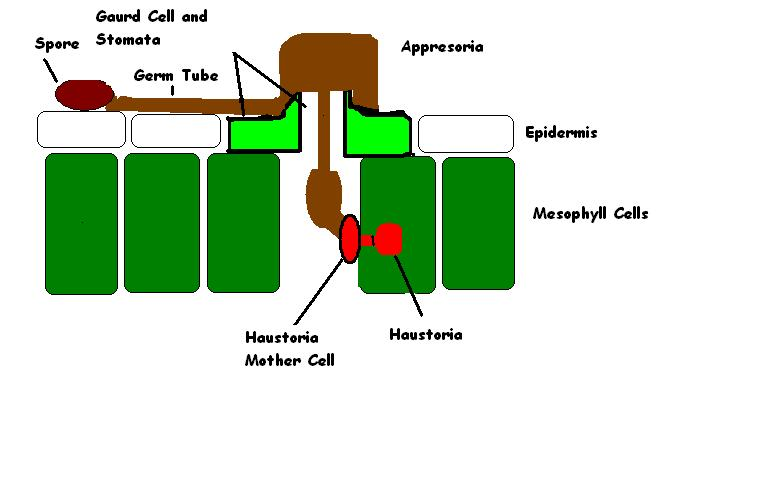